# Tregellasia
Tregellasia là một chi chim trong họ Petroicidae.